# Łuchmanowskaja
Łuchmanowskaja (ros. Лухмановская) – stacja linii Niekrasowskiej metra moskiewskiego, znajdująca się we wschodnim okręgu administracyjnym Moskwy w rejonie Kosino–Uchtomski (ros. Косино-Ухтомский). Otwarcie miało miejsce 3 czerwca 2019 roku w ramach inauguracji odcinka między stacjami Kosino – Niekrasowka.
Stacja trójnawowa typu płytkiego kolumnowego z peronem wyspowym położona jest na głębokości 15 metrów. Projekt architektoniczny opracowało biuro „Minskmietroprojekt” (ros. ОАО «Минскметропроект») z Mińska. 
Punktem wyjściowym wystroju jest motyw rzeki i zachodu Słońca. Na użyte barwy składają się różne odcienie szarości i taupe. Posadzkę wyłożono granitem, a na ścianach zatorowych zamontowano pomarańczowe płyty. Jasnobeżowe filary na krótszych bokach mają wnęki, w które wbudowano ozdobne oświetlenie. Sufit ozdobiono panelami z anodowanego aluminium. Tworzą one symboliczny strumień, w którym jak w lustrze odbijają się pasażerowie przebywający na peronie.
Przystanek posiada cztery wyjścia. Wyjście numer 1 znajduje się w pasie zieleni pomiędzy Szosą Kosińską i ulicą 8 Marta, a wyjścia 2 – 4 na północnej stronie skrzyżowania ulic Łuchmanowskiej, Kraskowskiej i Dmitrijewskogo.
Zakładany potok pasażerski to 15,7 tys. osób na dobę.